# 马姆雷湖
马姆雷湖（波蘭語：Mamry）是位於波蘭馬祖爾湖區的一個湖泊。马姆雷湖是波蘭面積第二大湖泊，面積104 km.²。最大水深44米，平均水深11米。马姆雷湖實際上由六個湖泊組成，湖中有33個島嶼。马姆雷湖也是一個人氣很高的旅遊景點。